# تازه‌آباد (کلاچای)
تازه‌آباد یک روستا در ایران است که در بخش کلاچای شهرستان رودسر استان گیلان واقع شده‌است. تازه‌آباد ۴۲۲ نفر جمعیت دارد.

## جمعیت
این روستا در دهستان بی‌بالان قرار دارد و براساس سرشماری مرکز آمار ایران در سال ۱۳۸۵، جمعیت آن ۴۲۲ نفر (۱۱۵ خانوار) بوده‌است.